# رتم
الرَّتَم (باللاتينية: Retama) جنس نباتي ينتمي إلى الفصيلة البقولية. يضم هذا الجنس سبعة أنواع مقبولة وبعض الأنواع موضع الشك. موطن معظمها الوطن العربي.

## من أنواعهالواطنةفي الوطن العربي
1. الرتم الشائع (باللاتينية: Retama raetam) في بلاد الشام ومصر والمغرب العربي وصقلية
2. الرتم غليظ الثمار (باللاتينية: Retama dasycarpa) في المغرب العربي
3. الرتم كروي الثمار (باللاتينية: Retama sphaerocarpa) في المغرب العربي وإسبانيا والبرتغال
4. الرتم وحيد البذرة (باللاتينية: Retama monosperma) في مصر والمغرب العربي وإسبانيا